# Bergstraße
Bergstraße ("Ruta de Montaña") es el nombre de la ruta turística de aproximadamente 68 km a lo largo del borde occidental del macizo montañoso del Odenwald desde Darmstadt en Hesse hasta Wiesloch en Baden-Württemberg. Pero no es sólo área turística, sino también una zona vinícola. En este respecto se diferencia entre los vinos de Hesse (Hessische Bergstraße) y  de la región vinícola en Baden (Badische Bergstraße).